# 야스후루이치정
야스후루이치정(安古市町)은 히로시마현 아사군의 옛 정이다. 1973년 3월 20일 아사군 고요정, 사토정, 야스후루이치정, 아키군 세노가와정 등 4정이 히로시마시로 편입 합병되고, 폐지되었다.